# 金應彬
金應彬（1914年—？），北韓政治人物，國內派人，官至朝鮮勞動黨工人代表大會委員及黨中央委員，後因捲入間諜罪而被開除黨籍和職務。

## 生平
金應彬出生於濟州島北濟州郡，後來到日本內地，並在早稻田大學商業系畢業。期間，他曾秘密參與反對日本殖民統治朝鮮半島的活動。1945年，日本投降，二戰結束，金應彬來到北韓，並擔當朝鮮勞動黨工人代表大會的委員。隨後又獲任為黨中央委員。當時，他在政府中甚有影響力。
1950年朝鲜战争爆發，金應彬成為朝鮮人民軍第1隊隊長，負責首爾和京畿道的戰線。在成功佔領首爾後，他又被委任為當地的黨委員長。同期，他又成為負責培訓政治工作隊和武裝游擊部隊的學院—金剛政治學院的院長。然而，1953年8月，即韓戰結束不久後，國內派首領李承燁、朴憲永被時任最高領導人金日成指控為顛覆政府的間諜，金應彬的金剛政治學院則被指為是提供武裝部隊的機關，他因而被捕，並在其後被肅清，後再沒有其消息。

## 資料來源
1. ↑  안성일 (2004년 6월 20일)。 〈'남·북에서 모두 버림받은' 분단시대의 기아 이현상 - 남로당 붕괴되다〉, 《혁명에 배반당한 비운의 혁명가들》。 서울: 선인. ISBN 89-89205-72-7
2. ↑  김남식 (1991년 8월). 6·25당시 남한의 빨치산을 어떻게 볼 것인가. 《청년》 (제1호).
3. 1 2  "历史回顧：金日成開展的党內鬥爭" 《多維新聞》 2012 9 14